# Dinâmica das interações consumidor-recurso

## Dinâmica das interações consumidor-recurso
As interações consideradas mais fundamentais da natureza são entre consumidor-recurso, pois todos os seres vivos estão envolvidos nessa interação. Alguns exemplos são: as relações herbívoro-planta, predador-presa e patógeno-hospedeiro.Na relação do herbívoro-planta, os herbívoros consomem partes de plantas, caso comam plantas inteiras, funcionam como predadores. No caso de  predador-presa, o predador captura o indivíduo e os consomem, removendo-o da população de presa. Por outro lado na do tipo parasita-hospedeiro, o parasita consome partes do organismo de uma presa viva. As populações-recurso podem ser limitadas por consumidores e isso resulta em oscilações conjuntas na quantidade de recurso e consequentemente nos seus próprios ciclos populacionais. Quando os recursos são limitados os predadores enfrentam um grande problema, por estarem em grande número e terem pouco alimento disponível, faz com que ocorra uma queda na sua população. Esse declínio provoca uma diminuição de pressão seletiva, que leva ao surgimento de novos recursos e as populações voltam ao que eram quando começaram. Assim, as populações de consumidores são reguladas por efeitos dos próprios recursos.

### Herbivoria e controle populacional de plantas
Os herbívoros, normalmente, escolhem os alimentos preferindo folhas jovens, devido ao alto valor nutricional. Porém muitas plantas usam defesas químicas e estruturais para diminuir a disponibilidade de suas proteínas e deter os herbívoros.  As plantas produzem metabólitos secundários, que aparentemente não desempenham um papel nas suas rotas bioquímicas normais que influenciam a digestão de suas partes. Com esses mecanismos de proteção poucas espécies de herbívoros são capazes de consumir as plantas, causando uma intensa interação entre eles. Os herbívoros podem controlar populações das plantas, como é o da população de cacto-de-pera-espinhosa (Opuntia), uma planta do Arizona protegida por espinhos pontiagudos, que é controlada pelo herbívoro mariposa-do-cacto (Cactoblastis cactorum). Essa planta tem origem no continente africano, mas quando foi introduzida na Austrália se tornou uma praga se espalhando rapidamente. Por fim, encontraram um modo para controle da população, a lagarta da mariposa se alimenta dos brotos de crescimento levando a morte da planta. Outro exemplo é a erva-de-são-joão, uma erva daninha encontrada no leste do Canadá se tornou uma praga quando atingiu o oeste dos Estados Unidos. é uma erva daninha tóxica é agressiva em pastagens e florestas abertas. Então, foram feitos programas para seu controle biológico, utilizando dois tipos de besouros do gênero Chrysomella,Chrysolina quadrigemina e C.hyperici. Após 10 anos, cerca de 99% das ervas-de-são-joão foram praticamente eliminadas. Em ambos os casos o consumidor não erradica as plantas, mas  mantém um equilíbrio da biomassa.

### Predadores e presas: tendência a ocorrer ciclos
O ciclo de populações de lebres têm intrigado os ecólogos quando década de 1924, um artigo de Charles Elton divulgou dados do lince e sua principal presa, lebre americana (Lepus americanus) encontrados nas florestas boreais da América do Norte. Os dados mostram que as flutuações populacionais eram altamente sincronizadas em ciclos de 10 anos. Desse modo, os ciclos populacionais sugerem que predadores e presas estão intimamente sincronizados e existe uma tendência básica entre os predadores e suas presas apresentarem oscilações conjuntas. É importante ressaltar que na natureza, raramente, uma espécie de consumidor se alimente de uma única espécie de recurso. Diante disso, se separarmos duas áreas em que, uma haverá várias espécies de predadores e em grande quantidade e a outra área haverá poucas espécies e baixos números de predadores, será possível observar uma sincronia nos ciclos de populações de recurso, porém com menor variação de picos da área com menos predadores. Isso sugere que, os predadores aumentam a variação dos ciclos e não o período. Ciclos populacionais podem variar de uma espécie para outra, até entre populações da mesma espécie, isso por que, cada organismo tem seu próprio ciclo de vida.  Além disso, os ciclos podem apresentar retardos de tempos em tempos na resposta na taxa de mortalidade e a taxa de natalidade de ambas as populações. 

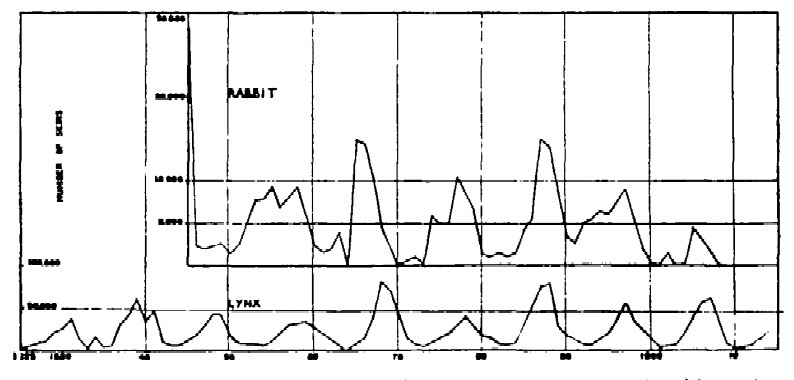
C. S. ELTON

### Relação de parasitas e hospedeiros
Os parasitam tem vários ciclos de vida complexos que podem associar com hospedeiro na superfície da pele ou dentro do corpo. Embora muitos parasitos são prejudiciais aos os hospedeiros, alguns evoluíram para se tornarem benéficos, um exemplo e a Buchnera  uma bactéria benéfica aos insetos que possuem uma interação mutualistas. A resposta imunológica do hospedeiro e a virulência do parasito  influenciam o equilíbrio entre as populações. A resposta imunológica pode lavar um tempo para se desenvolver e isso dá chance ao parasito se multiplica, dependendo da sua capacidade de virulência. A densidade populacional é um fator que interfere na taxa de transmissão do patógeno. Ciclos populacionais podem ser gerados em altas densidades de hospedeiros quando aumentam a mortalidade ou impedem a reprodução do patógeno, pois infectam novos hospedeiros com maior frequência.Ao levar a diminuição da população de hospedeiros a cadeia de contágio de quebra, e menos indivíduos de tornam doentes, e a população de hospedeiros pode crescer novamente.

## Aspectos quantitativos
Nos séculos XVIII e XIX, foram formulados os primeiros modelos matemáticos para descrever a dinâmica de populações, e em 1798, Thomas Robert Malthus (1766- 1834) publicou a obra "An Essay on the principle of population", porém esse modelo ainda não previa uma limitação para o crescimento das populações, essa previsão estabelecia números elevados num curto espaço de tempo, o que posteriormente foi questionado e substituído. Sabe-se hoje que uma população é limitada pela escassez de recursos, e que existem casos em que ela é o próprio recurso. As relações consumidor-recurso alteram os ciclos populacionais de acordo com o número de presas, pragas, predadores e outros, como por exemplo o controle feito por inseticidas. Os modelos matemáticos possibilitam a confirmação ou rejeição de uma determinada hipótese ou prevêem o comportamento de um sistema. Do ponto de vista científico, eles apresentam aspectos úteis, uma linguagem concisa e de fácil manipulação, dependendo do grau de sua complexidade; pois temos que quanto maior é a proximidade do modelo com a realidade, maior o número de parâmetros e consequentemente maior a dificuldade na obtenção dos dados e na interpretação dos mesmos. Segundo o engenheiro e pesquisador Howard Wilson Emmons, “o desafio em modelagem matemática não é produzir os modelos descritivos mais compreensíveis, mas sim produzir modelos suficientemente simples que incorporam as principais características do fenômeno em questão”. A modelagem matemática então, é utilizada para ajudar a evitar ou reduzir a necessidade de gastos excessivos em experimentos, ou até mesmo simular experimentos impossíveis de serem realizados na prática.[carece de fontes?]

### Modelo de Lotka-Volterra

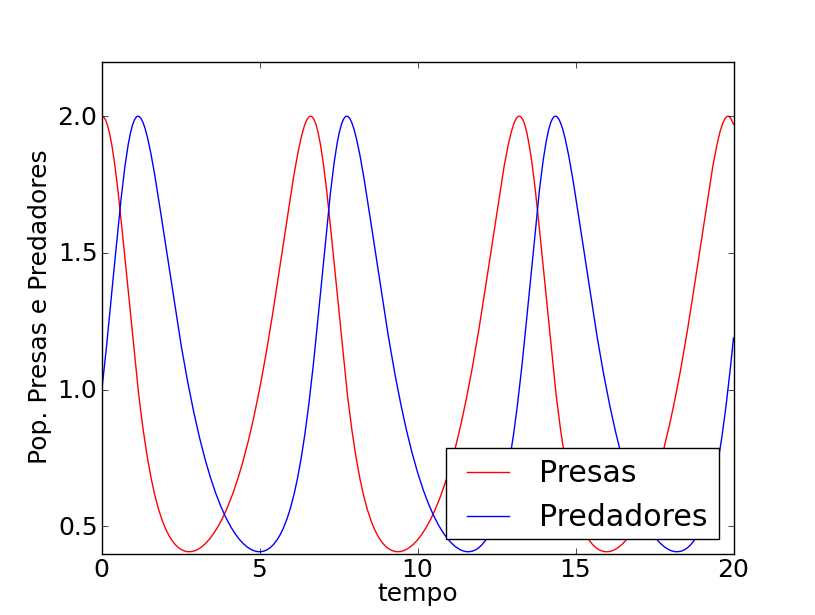
População de presas e predadores obtidas utilizando o modelo de Lotka-Volterra.

LotkaVolterra en

O modelo Lotka-Volterra  (ou presa-predador) foi desenvolvido na década de 1920 e consegue nos dar informações sobre as taxas de variações do fenômeno estudado a partir da relação da equação diferencial com as taxas de variação e função. As equações de Lotka-Volterra  retratam um sistema presa-predador de duas espécies onde uma espécie, o predador, determina a abundância da outra, a presa. Sugere uma relação mútua de populações, com uma resposta funcional de que quanto mais presas, mais consumo ocorre, e uma resposta numérica de que o aumento do consumo resulta no aumento da reprodução do predador.

#### Exemplo
Em ciências biológicas e agrárias, o modelo predador-presa é utilizado no controle biológico de pragas; em ciências econômicas para descrever as flutuações/oscilações em bolsas de valores e no estudo de competições de mercados; em ciências ambientais é utilizado para descrever, por exemplo, a captura e emissão de carbono; em telecomunicações para analisar a competição entre sistemas analógico e digital; entre outras aplicações. A partir da utilização desses modelos podemos fazer uma avaliação qualitativa e quantitativa do impacto da competição em diferentes populações (átomos ou moléculas, neurônios, bactérias, pragas, indivíduos infectados, grupos econômicos ou diferentes sistemas de comunicações). No contexto de dinâmica de populações podem ser citados como exemplos duas situações: (i) aquela de espécies em competição, onde duas populações interagem competindo por um suprimento comum, geralmente comida, e (ii) aquela em que uma das espécies é predadora da outra espécie, a presa, que se alimenta de outro tipo de comida. O modelo de Lotka-Volterra, descreve sistemas do segundo tipo.

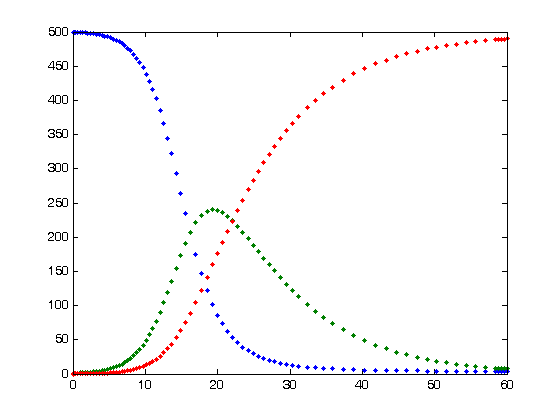
Azul = Suscetível, Verde = Infectado e Vermelho = Recuperado

Simulação espacial do modelo SIR. Cada célula pode infectar seus vizinhos imediatos.

### Modelo S.I.R
O Modelo Suscetível-Infectado-Recuperado (SIR) trata-se de um modelo criado em 1927 por W. O. Kermack e A. G. McKendrick.  Basicamente consiste em considerar uma população fixa com apenas três compartimentos: sensíveis S(t), infectado I(t), e removido R(t).
O modelo SIR é um dos modelos compartimentais mais simples e a partir de sua forma básica outros modelos são derivados. Uma possibilidade de emprego deste modelo é  para estudos preditivos em  doenças infecciosas, as transmitidas de humano para humano, em que  a recuperação confere resistência duradoura, como é o caso de sarampo, caxumba e rubéola.
As variáveis (S, I e R) consideradas nas equações representam o número de pessoas em cada compartimento em um determinado momento. Para representar que o número de indivíduos suscetíveis, infectados e recuperados pode variar ao longo do tempo (mesmo que o tamanho total da população permaneça constante), colocam-se os números precisos em função de t (tempo): S (t), I (t) e R (t)
Em se tratando de uma doença específica, em determinada população, essas funções podem ser trabalhadas para prever possíveis surtos e controlá-los.
Como está implícito na função variável de t, o modelo é dinâmico na medida em que os números em cada compartimento podem flutuar com o tempo. A importância deste aspecto dinâmico é mais óbvia em uma doença endêmica com um curto período infeccioso, como o sarampo no Reino Unido antes da introdução de uma vacina em 1968. Tais doenças tendem a ocorrer em ciclos de surtos devido à variação no número de suscetíveis (S (t)) ao longo do tempo. Durante uma epidemia, o número de indivíduos suscetíveis cai rapidamente à medida que mais deles são infectados e, portanto, entram nos compartimentos infeccioso e recuperado. A doença não pode irromper novamente até que o número de suscetíveis tenha se recuperado como resultado do nascimento da prole no compartimento suscetível. Cada membro da população normalmente progride de suscetível a infeccioso para recuperado.

## Respostas evolutivas mútuas
As respostas evolutivas mútuas constantemente ajustam as relações entre consumidores e seus recursos, o que também pode ser compreendido como coevolução. Os organismos-recurso têm estratégias para evitar serem consumidos
como seus consumidores têm para os caçá-Ios, gerando um impasse.
Atitudes como esconder, escapar e outros tipos de estratégia de defesa podem ser eficientes, dependendo das circunstâncias de uma relação consumidor-recurso. Os animais são frequentemente sensíveis à presença de predadores, e ajustam seu comportamento de acordo, sendo capazes de se esconder ou procurar refúgio em micro-habitats mais seguros. Ficar fora de perigo pode ter seus custos. Por exemplo, em um pequeno lago onde pequenos peixes têm como predadores peixes maiores devem evitar as melhores áreas de alimentação em água aberta e passar uma parte de seu tempo nadando em leitos de algas mais seguros próximos às margens. Pode-se exemplificar com um experimento em estruturas fechadas num pequeno lago natural demonstraram que a presença de larvas de libélulas reduziram as taxas de crescimento significativamente em algumas espécies de sapos. Os organismos-presa respondem à presença dos predadores porque tais respostas foram fortemente selecionados através da história evolutiva da interação consumidor-recurso. A capacidade de perceber o risco de predação é geral no mundo animal e tem um forte efeito sobre o comportamento e a seleção de habitats, assim como sobre a demografia dos organismos presa. As presas normalmente adotam defesas protetoras quando não podem se esconder ou escapar. Assim como as plantas que não podem fugir como os animais, elas podem produzir espinhos e químicos defensivos que podem descapacitar os herbívoros. Estas defesas quase nunca envolvem combate físico, porque poucas presa podem enfrentar seus predadores, e os predadores evitam aquelas que podem. Temos como exemplos os porcos-espinhos e os tatus, protegem-se com espinhos ou armaduras corporais, escorpiões-chicote e os besouros-bombardeiros esguicham diretamente líquidos nocivos em animais ameaçadores. Em contrapartida estas defesas têm seus custos, pois exigem recursos que poderiam ser destinados a reprodução e ao crescimento.